# Anton Dyakov
 (janvier 2024).
Anton Dyakov, né le 1er mars 1980 à Almaty au Kazakhstan, est un réalisateur, scénariste, animateur et artiste russe nommé aux Oscars. Son court métrage d'animation Boxballet (2020) est nommé pour l'Oscar du meilleur court métrage d'animation en 2022,,.

## Biographie

### Jeunesse et début de carrière
Dyakov fréquente l'école d'art d'Alma-Ata sous la direction de Y.V. Chtcherbakov. Il poursuit ses études en beaux-arts à l'université d'État d'Alma-Ata avec le professeur Youri Yakovlevitch Plotnikov. 
Après avoir déménagé à Moscou, Dyakov travaille dans la publicité et le design avant de s'inscrire à l'école-studio d'animation SHAR, d'où il sort diplômé en 2010. Son premier court métrage étudiant, Bach, réalisé en 2010, est sélectionné dans plusieurs festivals, dont le Festival international du film d'animation d'Annecy, et remporte le Prix spécial du jury lors du Festival d'animation de Varna en Bulgarie. Le film de fin d'études de Dyakov, Kostya (2012), mettant en scène les aventures d'un squelette joyeux, est également applaudi lors de sa projection à Annecy,,.
Le réalisateur d'animation soviétique Iouri Norchteïn fait l'éloge de Dyakov lors d'une interview, le qualifiant de « réalisateur vraiment talentueux et réfléchi ». Il mentionne notamment mentionné le court métrage de Dyakov Le Python et le Gardien, qui a remporté plusieurs prix au Festival d'animation de Souzdal, notamment le Prix spécial du jury pour « l'humour et l'aventurisme » et le prix de la Guilde des historiens du cinéma et des critiques[réf. souhaitée].

### Carrière
La percée professionnelle de Dyakov en tant que réalisateur vient avec le film de cinq minutes Vivat musketeers! en 2017, qui remporte le Prix du jeune public au Festival d'animation d'Annecy en 2018,,. Son film BoxBallet de 2020 lui vaut une nomination aux Oscars pour le Meilleur court-métrage d'animation en 2022. Le film, explorant la romance entre un boxeur et une ballerine, est remarqué pour son récit émotif sans dialogues et sa créativité visuelle. Prenant place au cours de la dislocation de l'Union soviétique, sa palette de couleurs, résonnant de l'époque soviétique, ajoute de la profondeur à la narration. BoxBallet reçoit de multiples récompenses, dont le Prix du jury pour le meilleur court-métrage International au festival GIRAF 17 de Calgary et le Prix des courts-métrages au Festival de film d'animation SPARK,,. 
En plus des courts métrages, Dyakov travaille dans l'animation télévisuelle. Il développe le concept et les designs pour la série animée éducative Yin et Yana, basée sur l'œuvre de l'écrivaine Lioudmila Oulitskaïa, et réalise l'épisode pilote Yin et Yana : Famille. Ce dernier remporte le prix de la Meilleure série d'animation au Festival d'animation de Souzdal en Russie et est sélectionné pour le Festival d'animation de Varna en Bulgarie et le Festival international d'animation de Xiamen en Chine. L'épisode Yin et Yana : Nourriture Interdite, se concentrant sur les différences culturelles dans l'alimentation, est présenté en première au Festival d'animation d'Annecy en 2015.